# 會津高原尾瀨口車站
會津高原尾瀨口車站（日语：／ Aizu-kōgen-ozeguchi eki */?）是一位於日本福島縣南會津郡南會津町瀧原字羽根子1056番地1號，由會津鐵道與野岩鐵道所共用的鐵路車站。會津高原尾瀨口車站實際上是由會津鐵道所經營，雖然該站是兩家第三部門鐵路公司所屬的兩條路線──會津線與會津鬼怒川線──的分界車站，但行駛在該路線上的列車，實際上大半都是採直通運行的方式運作，因此並沒有特別的轉車設施之配置。

## 車站構造

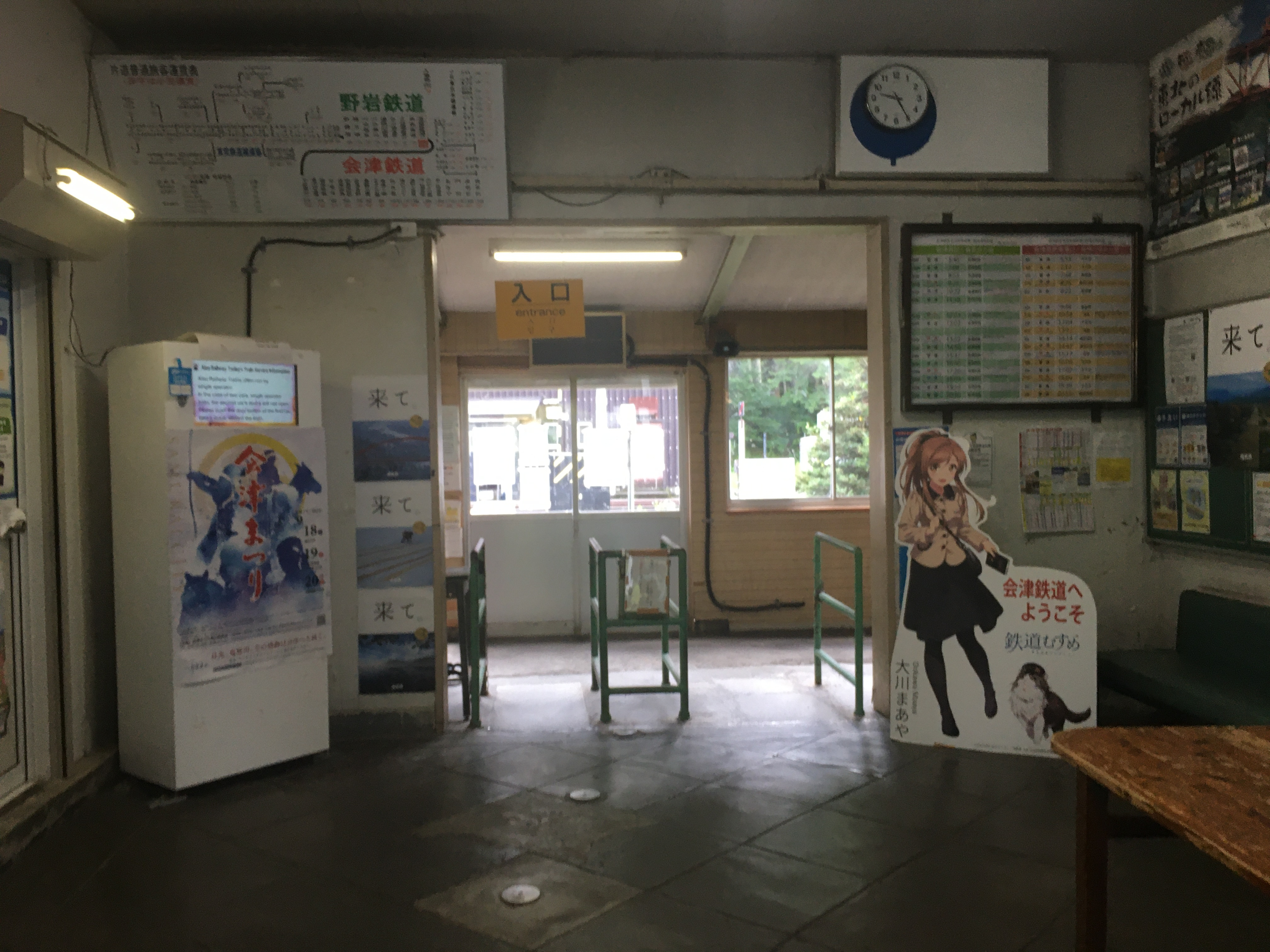
閘口（2021年8月）

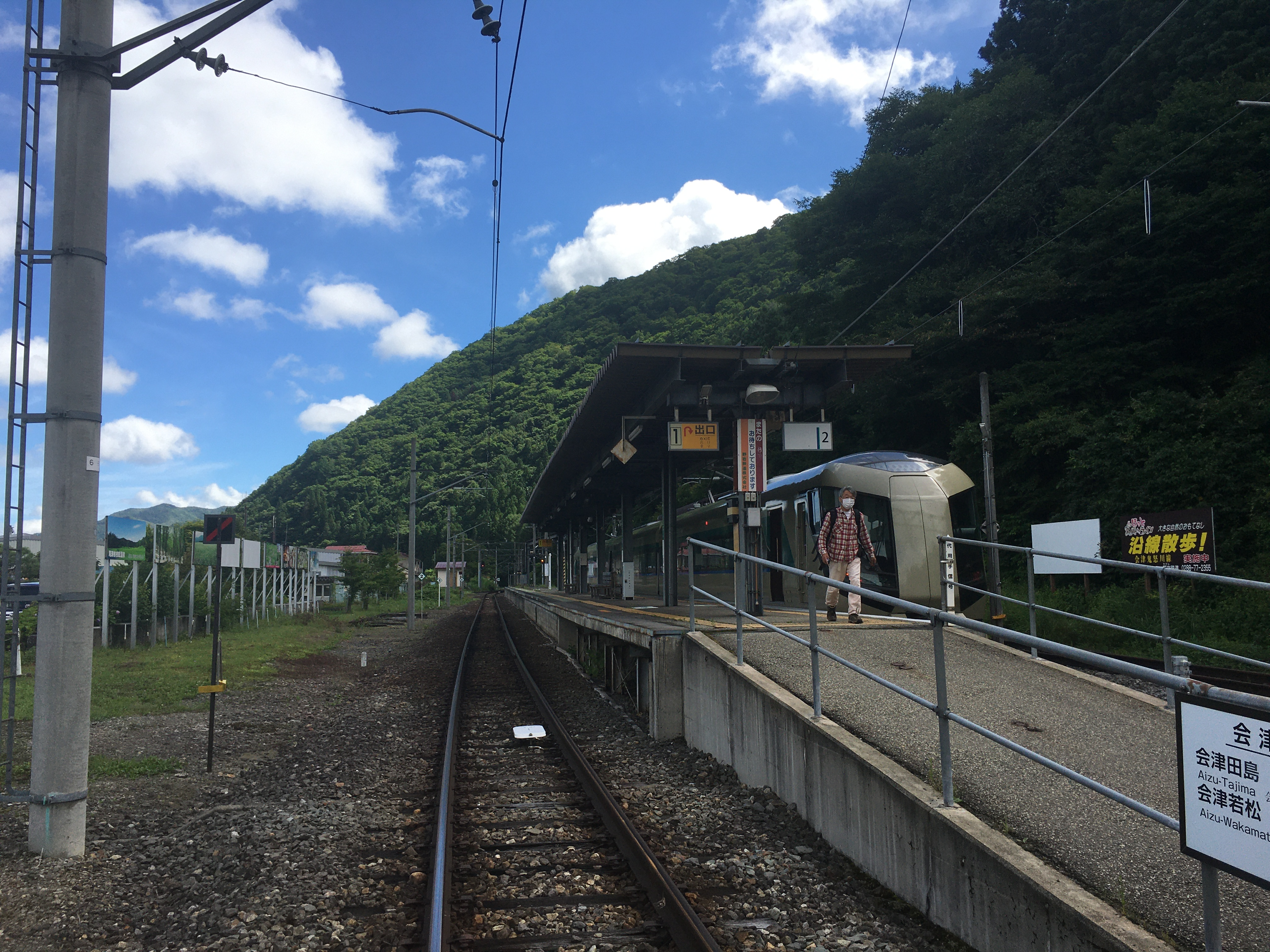
月台（2021年8月）

會津高原尾瀨口車站是一地面車站，站內僅有一座島式月台兩條乘車線。除了站社附屬的售票口可以買到車票外，車站樓下的物產館內也可購得會津鐵道、野岩鐵道與會津巴士等單位的車票。

### 月台配置
| 月台 | 路線          | 目的地                                       |
| ---- | ------------- | -------------------------------------------- |
| 1    | ■會津鬼怒川線 | 新藤原、鬼怒川溫泉、下今市、新栃木、淺草方向 |
| 2    | ■會津線       | 會津田島、西若松、會津若松方向               |

## 車站週邊
- 會津高原（日语：会津高原）
  - 湯之花溫泉（日语：湯ノ花温泉）
  - 木賊溫泉（日语：木賊温泉）
- 尾瀨
- 荒海川
- 國道352號

## 歷史
- 1953年（昭和28年）11月8日－以國有鐵道會津瀧之原車站（会津滝ノ原駅）的身份啟用。
- 1966年（昭和41年）5月1日－在本站舉行野岩線的動工儀式。
- 1971年（昭和46年）4月1日－廢除補票窗口與相關的票務人力配置，只在站內配置站務人員。
- 1986年（昭和61年）10月9日－承繼國鐵時代建設到半途就凍結修築的野岩線之基礎設施，由地方政府單位出資設立的第三部門鐵路公司、野岩鐵道在本站開始營運，並在同時將站名改為會津高原。配合野岩鐵道的成立，補票窗口再度啟用。
- 1987年（昭和62年）4月1日－日本國鐵分割民營化，會津線的營運由東日本旅客鐵道（JR東日本）繼承。
- 1987年7月16日－由於JR東日本陸續裁撤偏遠地區運量過低的末端路線，因此會津線的營運改由地方政府出資設立的第三部門鐵路公司、會津鐵道繼承營運。
- 2003年（平成15年）3月19日－本站的經營由野岩鐵道移轉至會津鐵道管轄。
- 2006年（平成18年）3月18日－站名改為會津高原尾瀨口。

## 相鄰車站
會津鐵道
■會津線
快速「會津山岳特快」
會津田島－會津高原尾瀨口－上三依鹽原溫泉口（會津鬼怒川線）
東武鐵道內快速、區間快速、會津線內普通
七岳登山口－會津高原尾瀨口－男鹿高原（會津鬼怒川線）
野岩鐵道
■會津鬼怒川線
快速「會津山岳特快」
上三依鹽原溫泉口－會津高原尾瀨口－會津田島（會津線）
東武鐵道內快速、區間快速、會津鬼怒川線內普通
男鹿高原－會津高原尾瀨口－七岳登山口（會津線）

## 外部連結
- 會津鐵道 會津高原尾瀨口站 （页面存档备份，存于）
- 野岩鐵道 會津高原尾瀨口站 （页面存档备份，存于）